# Colastes whartoni
Colastes whartoni är en stekelart som beskrevs av Sergey A. Belokobylskij 1992. Colastes whartoni ingår i släktet Colastes och familjen bracksteklar. Inga underarter finns listade i Catalogue of Life.